# Sergei Dmitrijewitsch Borissow
Sergei Dmitrijewitsch Borissow (russisch Сергей Дмитриевич Борисов; * 18. Oktober 1985 in Moskau, Russische SFSR) ist ein russischer Eishockeytorwart, der zuletzt bei Amur Chabarowsk in der Kontinentalen Hockey-Liga unter Vertrag stand.

## Karriere
Sergei Borissow begann seine Karriere als Eishockeyspieler in der Nachwuchsabteilung des HK ZSKA Moskau, für dessen zweite Mannschaft er von 2002 bis 2006 in der Perwaja Liga, der dritten russischen Spielklasse, aktiv war. Zudem gab der Torwart in der Saison 2003/04 sein Debüt für die Profimannschaft von ZSKA in der Superliga. In zwei Spielen wies er einen Gegentorschnitt von 5.12 auf. In der Saison 2005/06 durfte er noch einmal in einem Spiel für ZSKA in der Superliga antreten. Die Saison 2006/07 verbrachte der Russe bei Chimik-SKA Nawapolazk in der belarussischen Extraliga. Anschließend wechselte er zu dessen Ligarivalen HK Dinamo Minsk, bei dem er mit einem Gegentorschnitt von nur 1.89 in 43 Spielen und einer Fangquote von 92,8 % überzeugen konnte. Daraufhin wurde er zur Saison 2008/09 von Amur Chabarowsk aus der Kontinentalen Hockey-Liga unter Vertrag genommen, für das er seither regelmäßig zum Einsatz kam. 2010 wechselte er innerhalb der KHL zu Sewerstal Tscherepowez, kam dort aber nur zu einem Einsatz. Im Laufe der Saison wechselte er zu Rubin Tjumen in die Wysschaja Hockey-Liga. Mit Rubin gewann er 2011 die Meisterschaft der zweiten Spielklasse. Nach diesem Erfolg erhielt er jedoch keinen neuen Vertrag bei Rubin und fand mit Jermak Angarsk schließlich einen neuen Verein in der zweiten Spielklasse.
Im November 2011 erhielt er die Möglichkeit, zum HK Spartak Moskau in die KHL zu wechseln, und nahm diese wahr. In den folgenden zwei Jahren absolvierte er 58 KHL-Partien für Spartak und war während der Saison 2012/13 zeitweise erster Torhüter des Vereins. Dennoch erhielt er 2013 keine Vertragsverlängerung, so dass er zu Atlant Moskowskaja Oblast wechselte, wo er in der Saison 2013/14 zweiter Torhüter hinter Stanislaw Galimow war. Anschließend kehrte er zu Amur Chabarowsk zurück.

## Erfolge und Auszeichnungen
- 2008 Bester Torhüter der belarussischen Extraliga
- 2011 Meister der Wysschaja Hockey-Liga mit Rubin Tjumen